# Лунка (Васлуй)
Лунка (рум. Lunca) — село у повіті Васлуй в Румунії. Входить до складу комуни Гергешть.
Село розташоване на відстані 251 км на північний схід від Бухареста, 24 км на південний захід від Васлуя, 78 км на південь від Ясс, 120 км на північ від Галаца.

## Населення
За даними перепису населення 2002 року у селі проживала 481 особа, усі — румуни. Усі жителі села рідною мовою назвали румунську.